# Magomadas
Magomadas é uma comuna italiana da região da Sardenha, província de Oristano, com cerca de 596 habitantes. Estende-se por uma área de 8 km², tendo uma densidade populacional de 75 hab/km². Faz fronteira com Bosa, Flussio, Modolo, Tresnuraghes (OR).